# (346) Hermentaria
(346) Hermentaria ist ein Asteroid des mittleren Hauptgürtels, der am 25. November 1892 vom französischen Astronomen Auguste Charlois am Observatoire de Nice bei einer Helligkeit von 11 mag entdeckt wurde.
Der Asteroid ist wahrscheinlich nach dem Dorf Herment im Département Puy-de-Dôme in der französischen Region Auvergne benannt.

## Wissenschaftliche Auswertung
Aus Ergebnissen der IRAS Minor Planet Survey (IMPS) wurden 1992 Angaben zu Durchmesser und Albedo für zahlreiche Asteroiden abgeleitet, darunter auch (346) Hermentaria, für die damals Werte von 106,5 km bzw. 0,22 erhalten wurden. Eine Auswertung von Beobachtungen durch das Projekt NEOWISE im nahen Infrarot führte 2011 zu vorläufigen Werten für den Durchmesser und die Albedo im sichtbaren Bereich von 91,8 km bzw. 0,29. Ein Vergleich von Daten, die von 1978 bis 2011 an der Sternwarte Ondřejov in Tschechien und am Table Mountain Observatory in Kalifornien gesammelt wurden, mit den Daten von NEOWISE ergab 2012 Werte für den Durchmesser und die Albedo von 91,9 km bzw. 0,26. Nach neuen Messungen mit NEOWISE wurden die Werte 2014 auf 86,5 km bzw. 0,33 korrigiert.
Spektroskopische Messungen von (346) Hermentaria wurden am 22. März 2002 mit der Infrared Telescope Facility (IRTF) am Mauna-Kea-Observatorium auf Hawaiʻi durchgeführt. Die gewonnenen Spektren wiesen am ehesten auf eine Zusammensetzung der Oberfläche aus einer Mischung aus Klinopyroxen und Orthopyroxen, vielleicht auch mit einem Anteil an Olivin, hin. Die Temperatur auf der sonnenbeschienenen Seite wurde zu 217 K abgeschätzt.
Photometrische Messungen des Asteroiden fanden erstmals statt vom 20. Juli bis 21. August 1980 am Table Mountain Observatory in Kalifornien. Die gemessene Lichtkurve zeigte nur eine geringe Amplitude und in einer Untersuchung von 1983 war für die Rotationsperiode nur ein vorläufiger Wert von vielleicht 26 h angegeben worden. Nach einer ausführlicheren Analyse der Daten wurde 1989 als eine Möglichkeit unter mehreren ein geänderter Wert der Rotationsperiode von 28,33 h angegeben. Dies schien auch zu den Beobachtungen an den zwei Tagen 2. und 3. Dezember 1981 am Table Mountain Observatory zu passen. Mit den photometrischen Daten nur einer Nacht vom 15. Mai 1993 am La-Silla-Observatorium in Chile erfolgte keine weitere Auswertung.
Am Astronomischen Observatorium Yunnan in China erfolgten am 21. Februar und 20. März 2001 neue Beobachtungen des Asteroiden. Die registrierten Daten reichten aber nicht aus, um daraus eine Periodizität zu bestimmen, daher wurden zusätzliche Beobachtungen am 19. und 20. April 2002 durchgeführt, mit denen dann eine Rotationsperiode von 19,408 h abgeleitet wurde. Bei Beobachtungen vom 7. bis 11. Juni 2003 in Australien konnte zwar keine vollständige Lichtkurve registriert werden, aber für die Rotationsperiode wurden mehrere mögliche Werte >21 Stunden identifiziert, als deren wahrscheinlichster 28,43 h angenommen wurde.
Zur genaueren Untersuchung erfolgte daher vom 11. Dezember 2014 bis 18. März 2015 eine Kooperation mehrerer Observatorien, nämlich dem Astronomischen Observatorium Yunnan, dem Kitt-Peak-Nationalobservatorium in Arizona, dem Ho Koon Nature Education Cum Astronomical Centre in Hongkong und der Two Micron All-Sky Survey (2MASS). Die mit verschiedenen Filtern gemessenen Lichtkurven wurden zu einer Rotationsperiode von 17,7900 h ausgewertet, die sich von allen zuvor abgeleiteten unterschied. Außerdem konnte das Gestaltmodell eines leicht verlängerten Rotationsellipsoids und zwei alternative Lösungen für die Lage der Rotationsachse mit einer prograden Rotation bestimmt werden.
Beobachtungen vom 8. Februar bis 4. April 2016 während 11 Nächten am Organ Mesa Observatory in New Mexico führten dann in der Auswertung aber wieder zu einer längeren Rotationsperiode von 28,523 h, kürzere Perioden wurden dagegen ausgeschlossen. Mit dem Weltraumteleskop Transiting Exoplanet Survey Satellite (TESS) konnten während dessen Durchmusterung des Südhimmels 2018 bis 2019 auch Objekte des Sonnensystems beobachtet werden. Dabei wurden auch die Lichtkurven von fast 10.000 Asteroiden aufgezeichnet. Für (346) Hermentaria wurde aus Messungen etwa vom 15. bis 17. Oktober 2018 eine Rotationsperiode von 29,464 h erhalten.
Eine Auswertung von archivierten Lichtkurven ermöglichte 2020 für ein dreidimensionales Gestaltmodell des Asteroiden die Bestimmung von zwei alternativen Positionen der Rotationsachse mit prograder Rotation und erneut einer Periode von 17,7900 h.
Abschätzungen von Masse und Dichte für den Asteroiden (346) Hermentaria aufgrund von gravitativen Beeinflussungen auf Testkörper hatten in einer Untersuchung von 2012 zu als unrealistisch bewerteten Ergebnissen geführt.